# آنتونلو ریوا
آنتونلو ریوا (ایتالیایی: Antonello Riva؛ زادهٔ ۲۸ فوریهٔ ۱۹۶۲) بازیکن بسکتبال اهل ایتالیا بود.
از باشگاه‌هایی که در آن بازی کرده‌است می‌توان به المپیا میلان اشاره کرد.
وی در مسابقات کشوری و بین‌المللی در مجموع برندهٔ ۱ مدال طلا، ۲ مدال نقره شده‌است.